# Kotelnikowo (Kaliningrad)
Kotelnikowo (russisch Котельниково, deutsch Wargen) ist ein Ort in der russischen Oblast Kaliningrad. Er gehört zur kommunalen Selbstverwaltungseinheit Stadtkreis Selenogradsk im Rajon Selenogradsk.

## Geographische Lage
Kotelnikowo liegt elf Kilometer nordwestlich von Kaliningrad und ist über einen Landweg zu erreichen, der von der Nebenstraße von Kaliningrad nach Ljublino in nördlicher Richtung abzweigt und nach Druschnoje führt. Druschnoje ist auch die nächste Bahnstation an der Bahnstrecke Kaliningrad–Swetlogorsk, der einstigen Samlandbahn. Das Ortszentrum des nach 1945 untergegangenen Ortes Wargen lag südwestlich des heutigen Kotelnikowo auf einer Landzunge am Kirchenteich (heute Shkolnyy Prud, Schulteich).
Unmittelbar östlich liegt heute ein russischer Militärflugplatz.

## Geschichte

Wargen nordwestlich von Königsberg und südlich des Kurischen Haffs auf einer Landkarte von 1910.

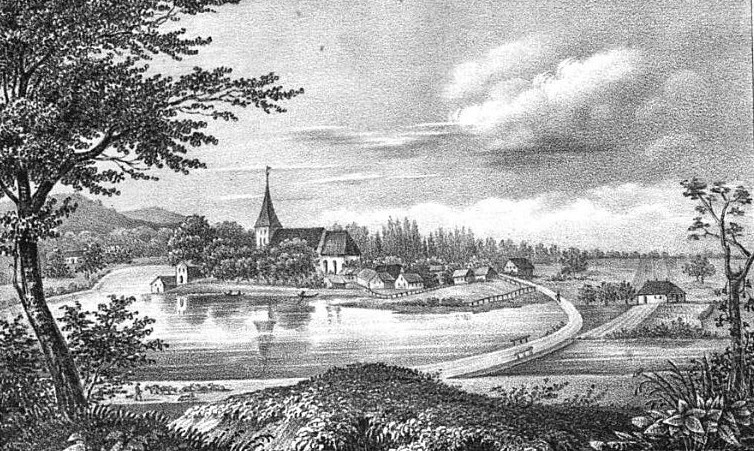
Ansicht von Wargen um etwa 1842. Landzunge mit Dorf am Kirchenteich.

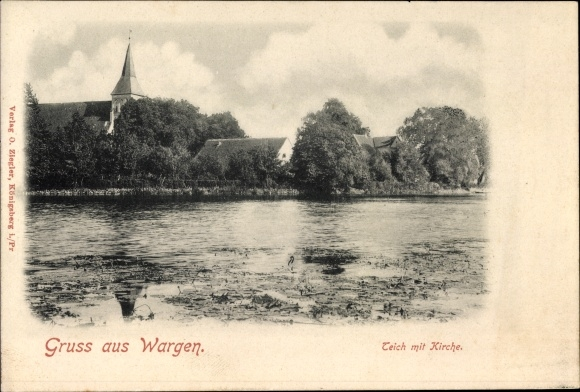
Postkarte um 1900.

Um 1270 entstand auf einer Landzunge das Feste Haus Wargen als Amtssitz für einen Ordensbeamten. Auf dem Vorburggelände entstand Anfang des 14. Jahrhunderts die Pfarrkirche mit wehrhaftem Turm. Sie galt als die stattlichste Dorfkirche des gesamten Samlandes. In deren offensichtlich zuerst gebautem Chor vermuteten einige Forscher die ursprüngliche Burgkapelle. Er verfügte über ein achtteiliges Sterngewölbe und wertvolle Schlusssteine mit Tiermotiven. Die Burg selbst wurde im 17. Jahrhundert aufgegeben.
Im Bereich des Schlossbergs führte der Orden grundlegende Meliorationsmaßnahmen durch, indem er das Wasser kleiner Teiche in einen Bach ableitete und diesen zum Wargener Mühlenteich und zum noch größeren Wargener Kirchenteich aufstaute. Dieser gehörte zu den 11 Teichen, mit denen man Königsberg durch den „Landgraben“ damals kontinuierlich mit Wasser versorgte. Der Teich wird abgeschlossen durch den Damm bei Preyl, über den einst die Postroute nach Pillau führte. Spätestens seit dem 17. Jahrhundert züchtete man hier Karpfen. Die landschaftliche Lage Wargens am See zog Feriengäste an. 1894 ließ Heinrich Graf Lehndorff-Preyl († 1905) das stattliche Gutshaus Preyl in historistischem Stil (Neorenaissance) errichten. 
Wargen mit imposanter Dorfkirche und See entwickelte sich zu einem beliebten Ausflugsziel der Königsberger. Der Abschnitt zwischen den Gutsbezirken Warglitten-Preyl (heute nicht mehr existent) und Mednicken (heute russisch: Druschnoje) gilt als landschaftlich besonders schöner Teil des Samlandes. Der südlich an der Eisenbahn nach Pillau gelegene Ort Seerappen war Endpunkt zahlreicher, in den Hauptverkehrszeiten eingesetzter Vorortzüge von und nach Königsberg.

### Nach 1945
Bei der Einschließung Königsbergs durch die Rote Armee im Januar 1945 wurde Wargen mit Preyl völlig zerstört. Nach der Besetzung durch die Sowjetunion fand eine Umbenennung der Ortslage in Kotelnikowo statt, doch wurde der Ort nicht wieder aufgebaut. Heute erinnern nur noch wenige Spuren an das einstige Dorf. Der Umriss des Kirchenfundaments und des Friedhofs ist noch erkennbar.
Der Ort Kotelnikowo wurde in den Dorfsowjet Pereslawski selski Sowet im Rajon Primorsk eingeordnet. Von 2005 bis 2015 gehörte er zur Landgemeinde Pereslawskoje selskoje posselenije und seither zum Stadtkreis Selenogradsk.

## Ordensburg Wargen
Um 1270 entstand auf einer Landzunge das Feste Haus Wargen als Amtssitz für einen Ordensbeamten des Deutschen Ordens. Auf dem Vorburggelände entstand Anfang des 14. Jahrhunderts die Pfarrkirche des Dorfes Wargen mit wehrhaftem Turm. Sie galt als die stattlichste Dorfkirche des gesamten Samlandes. Im zuerst errichteten Chor vermuteten einige Forscher die ursprüngliche Burgkapelle. Er verfügte über ein achtteiliges Sterngewölbe und wertvolle Schlusssteine mit Tiermotiven. Die Burg selbst wurde im 17. Jahrhundert aufgegeben.
Eine weitere (wohl ältere) Burganlage befand sich auf dem Schlossberg zwischen Wargen und Preyl. 

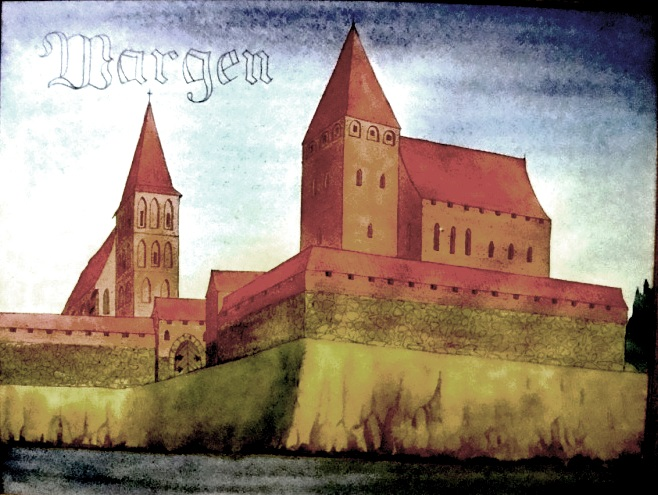
Rekonstruktionsversuch der Ordensburg Wargen mit der Kirche (links) im Areal der Vorburg
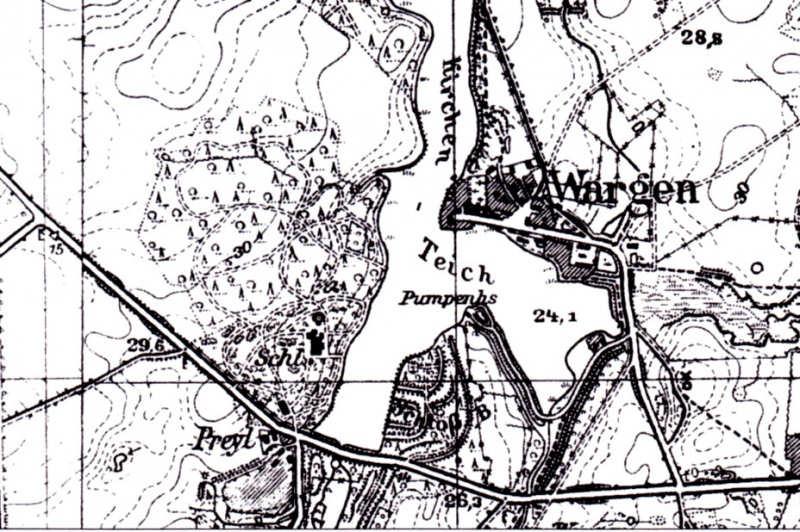
Plan von Wargen und Preyl mit dem Schlossberg

## Kirche
Die Dorfkirche Wargen war die stattlichste ihrer Art im Samland. Wertvollste Kunstwerke waren die spätgotische Triumphkreuzgruppe, die zuletzt im Chorbogen angebracht war, sowie eine Figur des heiligen Michael. Bemerkenswert war zudem, dass der Chor höher gemauert war als das Schiff. Die Kirche wurde 1945 mit dem gesamten Ort bei Kämpfen zerstört. Es blieben nur Schutt und Fundamente erhalten.
Die Kirche von Wargen wurde als einer der vielen Orte genannt, an dem zum Ende des Zweiten Weltkriegs das Bernsteinzimmer ausgelagert gewesen sein soll. Aus diesem Grunde wurde 1989 am Standort der zerstörten Kirche eine Grabung vorgenommen, die aber erfolglos blieb.

### Kirchengemeinde
Bis 1945 lag das Dorf Wargen mit seiner fast ausnahmslos evangelischen Bevölkerung im Osten des Kirchenkreises Fischhausen in der Kirchenprovinz Ostpreußen der Kirche der Altpreußischen Union. Heute liegt Kotelnikowo im Einzugsbereich der evangelisch-lutherischen Auferstehungskirche in Kaliningrad in der Propstei Kaliningrad der Evangelisch-lutherischen Kirche Europäisches Russland.
Zum ausgedehnten Kirchspiel gehörten bis 1945 folgende Landgemeinden: Wargen, Ober- und Unter Alkehnen, Amalienhof, Ausschlacken, Bärwalde, Backelfeld, Barrücken, Barsenicken, Brasnicken, Bugsienen, Corniten, Dammhof, Dammkrug, Dommelkeim, Emilienhof, Fuchsberg, Gallhöfen, Greibau, Katzenblick, Korkehnen, Landkeim, Laserkeim, Lehndorff, Mednicken, Klein und Groß Mischen, Mühlfeld, Parschwitz, Preyl, Prowehren, Quanditten, Rablacken, Regitten, Rogehnen, Rosignaiten, Saggehnen, Schorschehnen, Seerappen, Strittkeim, Tannenkrug, Tannenwalde (bis 1930), Taukitten, Trenk, Waldhausen, Warglitten, Willgaiten und Zielkeim.